# Liste der Nummer-eins-Hits in den USA (1953)
Dies ist eine Liste der Nummer-eins-Hits in den von Billboard ermittelten Best-Sellers-in-Stores-Charts (Verkaufscharts) in den USA im Jahr 1953. In diesem Jahr gab es neun Nummer-eins-Singles und fünf Nummer-eins-Alben.

## Singles
| ← 1952 ← | Liste der Nummer-eins-Hits in den USA | Liste der Nummer-eins-Hits in den USA                                 | Liste der Nummer-eins-Hits in den USA                                           | 1954 →                    |
| \| Zeitraum \| Wo. ges. \| Interpret \| Titel Autor(en) \| Zusätzliche Informationen \| \| (Zeitraum, Wochen auf Platz eins, Interpret, Titel, Autor[en], zusätzliche Informationen) \| \| \| \| \| \| ----------------------------------------------------------------------------------------- \| -------- \| --------------------------------------------------------------------- \| ---------------------------------------------------------------------------------- \| ------------------------- \| \| 27. Dezember 1952 – 9. Januar 1953 2 Wochen (insgesamt 2) \| 2 \| Jimmy Boyd \| I Saw Mommy Kissing Santa Claus[1] Tommie Connor \| - \| \| 10. Januar 1953 – 13. Februar 1953 5 Wochen (insgesamt 5) \| 5 \| Perry Como & The Ramblers \| Don’t Let the Stars Get in Your Eyes[2] Slim Willet \| - \| \| 14. Februar 1953 – 20. März 1953 5 Wochen (insgesamt 5) \| 5 \| Teresa Brewer with Jack Pleis & His Orchestra \| Till I Waltz Again with You[3] Sidney Prosen \| - \| \| 21. März 1953 – 15. Mai 1953 8 Wochen (insgesamt 8) \| 8 \| Patti Page with Jack Rael & His Orchestra \| The Doggie in the Window[4] Bob Merrill \| - \| \| 16. Mai 1953 – 24. Juli 1953 10 Wochen (insgesamt 10) \| 10 \| Percy Faith & His Orchestra feat. Felicia Sanders \| The Song from Moulin Rouge (Where Is Your Heart)[5] Georges Auric, William Engvick \| - \| \| 25. Juli 1953 – 7. August 1953 2 Wochen (insgesamt 2) \| 2 \| Eddie Fisher & Sally Sweetland with Hugo Winterhalter & His Orchestra \| I’m Walking Behind You[6] Billy Reid \| - \| \| 8. August 1953 – 9. Oktober 1953 9 Wochen (insgesamt 11) \| 11 \| Les Paul & Mary Ford \| Vaya con Dios (May God be with You)[7] Buddy Pepper, Inez James, Larry Russell \| - \| \| 10. Oktober 1953 – 6. November 1953 4 Wochen (insgesamt 4) \| 4 \| Stan Freberg \| St. George and the Dragonet[8] Daws Butler, Stan Freberg, Walter Schumann \| - \| \| 7. November 1953 – 20. November 1953 2 Wochen (insgesamt 11) \| 11 \| Les Paul & Mary Ford \| Vaya con Dios (May God be with You) Buddy Pepper, Inez James, Larry Russell \| - \| \| 21. November 1953 – 1. Januar 1954 6 Wochen (insgesamt 6) \| 6 \| Tony Bennett with Percy Faith & His Orchestra \| Rags to Riches[9] Jerry Ross, Richard Adler \| - \| |                                       |                                                                       |                                                                                 |                           |
| ← 1952 |                                       |                                                                       |                                                                                 | → 1954 →                  |
| Zeitraum | Wo. ges.                              | Interpret                                                             | Titel Autor(en)                                                                 | Zusätzliche Informationen |
| (Zeitraum, Wochen auf Platz eins, Interpret, Titel, Autor[en], zusätzliche Informationen) |                                       |                                                                       |                                                                                 |                           |
| 27. Dezember 1952 – 9. Januar 1953 2 Wochen (insgesamt 2) | 2                                     | Jimmy Boyd                                                            | I Saw Mommy Kissing Santa Claus Tommie Connor                                   | -                         |
| 10. Januar 1953 – 13. Februar 1953 5 Wochen (insgesamt 5) | 5                                     | Perry Como & The Ramblers                                             | Don’t Let the Stars Get in Your Eyes Slim Willet                                | -                         |
| 14. Februar 1953 – 20. März 1953 5 Wochen (insgesamt 5) | 5                                     | Teresa Brewer with Jack Pleis & His Orchestra                         | Till I Waltz Again with You Sidney Prosen                                       | -                         |
| 21. März 1953 – 15. Mai 1953 8 Wochen (insgesamt 8) | 8                                     | Patti Page with Jack Rael & His Orchestra                             | The Doggie in the Window Bob Merrill                                            | -                         |
| 16. Mai 1953 – 24. Juli 1953 10 Wochen (insgesamt 10) | 10                                    | Percy Faith & His Orchestra feat. Felicia Sanders                     | The Song from Moulin Rouge (Where Is Your Heart) Georges Auric, William Engvick | -                         |
| 25. Juli 1953 – 7. August 1953 2 Wochen (insgesamt 2) | 2                                     | Eddie Fisher & Sally Sweetland with Hugo Winterhalter & His Orchestra | I’m Walking Behind You Billy Reid                                               | -                         |
| 8. August 1953 – 9. Oktober 1953 9 Wochen (insgesamt 11) | 11                                    | Les Paul & Mary Ford                                                  | Vaya con Dios (May God be with You) Buddy Pepper, Inez James, Larry Russell     | -                         |
| 10. Oktober 1953 – 6. November 1953 4 Wochen (insgesamt 4) | 4                                     | Stan Freberg                                                          | St. George and the Dragonet Daws Butler, Stan Freberg, Walter Schumann          | -                         |
| 7. November 1953 – 20. November 1953 2 Wochen (insgesamt 11) | 11                                    | Les Paul & Mary Ford                                                  | Vaya con Dios (May God be with You) Buddy Pepper, Inez James, Larry Russell     | -                         |
| 21. November 1953 – 1. Januar 1954 6 Wochen (insgesamt 6) | 6                                     | Tony Bennett with Percy Faith & His Orchestra                         | Rags to Riches Jerry Ross, Richard Adler                                        | -                         |

## Alben

### 33 ⅓
| ← 1952 ← | Liste der Nummer-eins-Alben in den USA | Liste der Nummer-eins-Alben in den USA        | Liste der Nummer-eins-Alben in den USA   | 1954 →                    |
| \| Zeitraum \| Wo. ges. \| Interpret \| Titel \| Zusätzliche Informationen \| \| (Zeitraum, Wochen auf Platz eins, Interpret, Titel, zusätzliche Informationen) \| \| \| \| \| \| ------------------------------------------------------------------------------ \| -------- \| --------------------------------------------- \| ---------------------------------------- \| ------------------------- \| \| 27. Dezember 1952 – 13. Februar 1953 7 Wochen (insgesamt 8) \| 8 \| Benny Goodman & His Orchestra, Trio & Quartet \| 1937/38 Jazz Concert No. 2[10] \| - \| \| 14. Februar 1953 – 29. Mai 1953 15 Wochen (insgesamt 17) \| 17 \| Danny Kaye \| Danny Kaye Sings Hans Christian Andersen \| - \| \| 30. Mai 1953 – 5. Juni 1953 1 Woche (insgesamt 11) \| 11 \| Jackie Gleason \| Music for Lovers Only[11] \| - \| \| 6. Juni 1953 – 12. Juni 1953 1 Woche (insgesamt 1) \| 1 \| Mantovani & his Orchestra \| The Music of Victor Herbert[12] \| - \| \| 13. Juni 1953 – 19. Juni 1953 1 Woche (insgesamt 11) \| 11 \| Jackie Gleason \| Music for Lovers Only \| - \| \| 20. Juni 1953 – 3. Juli 1953 2 Wochen (insgesamt 17) \| 17 \| Danny Kaye \| Danny Kaye Sings Hans Christian Andersen \| - \| \| 4. Juli 1953 – 4. September 1953 9 Wochen (insgesamt 11) \| 11 \| Jackie Gleason \| Music for Lovers Only \| - \| \| 5. September 1953 – 25. Dezember 1953 16 Wochen (insgesamt -) \| - \| keine Albumcharts \| - \| - \| |                                        |                                               |                                          |                           |
| ← 1952 |                                        |                                               |                                          | → 1954 →                  |
| Zeitraum | Wo. ges.                               | Interpret                                     | Titel                                    | Zusätzliche Informationen |
| (Zeitraum, Wochen auf Platz eins, Interpret, Titel, zusätzliche Informationen) |                                        |                                               |                                          |                           |
| 27. Dezember 1952 – 13. Februar 1953 7 Wochen (insgesamt 8) | 8                                      | Benny Goodman & His Orchestra, Trio & Quartet | 1937/38 Jazz Concert No. 2               | -                         |
| 14. Februar 1953 – 29. Mai 1953 15 Wochen (insgesamt 17) | 17                                     | Danny Kaye                                    | Danny Kaye Sings Hans Christian Andersen | -                         |
| 30. Mai 1953 – 5. Juni 1953 1 Woche (insgesamt 11) | 11                                     | Jackie Gleason                                | Music for Lovers Only                    | -                         |
| 6. Juni 1953 – 12. Juni 1953 1 Woche (insgesamt 1) | 1                                      | Mantovani & his Orchestra                     | The Music of Victor Herbert              | -                         |
| 13. Juni 1953 – 19. Juni 1953 1 Woche (insgesamt 11) | 11                                     | Jackie Gleason                                | Music for Lovers Only                    | -                         |
| 20. Juni 1953 – 3. Juli 1953 2 Wochen (insgesamt 17) | 17                                     | Danny Kaye                                    | Danny Kaye Sings Hans Christian Andersen | -                         |
| 4. Juli 1953 – 4. September 1953 9 Wochen (insgesamt 11) | 11                                     | Jackie Gleason                                | Music for Lovers Only                    | -                         |
| 5. September 1953 – 25. Dezember 1953 16 Wochen (insgesamt -) | -                                      | keine Albumcharts                             | -                                        | -                         |

### 45
| ← 1952 ← | Liste der Nummer-eins-Alben in den USA | Liste der Nummer-eins-Alben in den USA                       | Liste der Nummer-eins-Alben in den USA                                                                         | 1954 →                    |
| \| Zeitraum \| Wo. ges. \| Interpret \| Titel \| Zusätzliche Informationen \| \| (Zeitraum, Wochen auf Platz eins, Interpret, Titel, zusätzliche Informationen) \| \| \| \| \| \| ------------------------------------------------------------------------------ \| -------- \| ------------------------------------------------------------ \| ------------------------------------------------------------------------------------------------------------------ \| ------------------------- \| \| 27. Dezember 1952 – 2. Januar 1953 1 Woche (insgesamt 15) \| 15 \| Eddie Fisher with Hugo Winterhalter & his Orchestra & Chorus \| I’m in the Mood for Love \| - \| \| 3. Januar 1953 – 9. Januar 1953 1 Woche (insgesamt 1) \| 1 \| Eddie Fisher with Hugo Winterhalter & his Orchestra & Chorus \| Christmas with Eddie Fisher[13] \| - \| \| 10. Januar 1953 – 20. Februar 1953 6 Wochen (insgesamt 15) \| 15 \| Eddie Fisher with Hugo Winterhalter & his Orchestra & Chorus \| I’m in the Mood for Love \| - \| \| 21. Februar 1952 – 27. Februar 1953 1 Woche (insgesamt 1) \| 1 \| Alfred Newman & the 20th Century-Fox Studio Orchestra \| Stars and Stripes Forever - Recorded Directly from the Sound Track of the 20th Century-Fox Technicolor Musical[14] \| - \| \| 28. Februar 1953 – 6. März 1953 1 Woche (insgesamt 10) \| 10 \| Danny Kaye \| Danny Kaye Sings Hans Christian Andersen \| - \| \| 7. März 1953 – 13. März 1953 1 Woche (insgesamt 1) \| 1 \| Alfred Newman & the 20th Century-Fox Studio Orchestra \| Stars and Stripes Forever - Recorded Directly from the Sound Track of the 20th Century-Fox Technicolor Musical \| - \| \| 14. März 1953 – 3. April 1953 3 Wochen (insgesamt 10) \| 10 \| Danny Kaye \| Danny Kaye Sings Hans Christian Andersen \| - \| \| 4. April 1953 – 17. April 1953 2 Wochen (insgesamt 14) \| 14 \| Jackie Gleason \| Music for Lovers Only \| - \| \| 18. April 1953 – 24. April 1953 1 Woche (insgesamt 1) \| 1 \| Arthur Godfrey & Various Artists \| Arthur Godfrey's TV Calendar Show[15] \| - \| \| 25. April 1953 – 29. Mai 1953 5 Wochen (insgesamt 10) \| 10 \| Danny Kaye \| Danny Kaye Sings Hans Christian Andersen \| - \| \| 30. Mai 1953 – 5. Juni 1953 1 Woche (insgesamt 14) \| 14 \| Jackie Gleason \| Music for Lovers Only \| - \| \| 6. Juni 1953 – 12. Juni 1953 1 Woche (insgesamt 10) \| 10 \| Danny Kaye \| Danny Kaye Sings Hans Christian Andersen \| - \| \| 13. Juni 1953 – 28. August 1953 11 Wochen (insgesamt 14) \| 14 \| Jackie Gleason \| Music for Lovers Only \| - \| \| 5. September 1953 – 25. Dezember 1953 16 Wochen (insgesamt -) \| - \| keine Albumcharts \| - \| - \| |                                        |                                                              | |                           |
| ← 1952 |                                        |                                                              | | → 1954 →                  |
| Zeitraum | Wo. ges.                               | Interpret                                                    | Titel | Zusätzliche Informationen |
| (Zeitraum, Wochen auf Platz eins, Interpret, Titel, zusätzliche Informationen) |                                        |                                                              | |                           |
| 27. Dezember 1952 – 2. Januar 1953 1 Woche (insgesamt 15) | 15                                     | Eddie Fisher with Hugo Winterhalter & his Orchestra & Chorus | I’m in the Mood for Love                                                                                       | -                         |
| 3. Januar 1953 – 9. Januar 1953 1 Woche (insgesamt 1) | 1                                      | Eddie Fisher with Hugo Winterhalter & his Orchestra & Chorus | Christmas with Eddie Fisher                                                                                    | -                         |
| 10. Januar 1953 – 20. Februar 1953 6 Wochen (insgesamt 15) | 15                                     | Eddie Fisher with Hugo Winterhalter & his Orchestra & Chorus | I’m in the Mood for Love                                                                                       | -                         |
| 21. Februar 1952 – 27. Februar 1953 1 Woche (insgesamt 1) | 1                                      | Alfred Newman & the 20th Century-Fox Studio Orchestra        | Stars and Stripes Forever - Recorded Directly from the Sound Track of the 20th Century-Fox Technicolor Musical | -                         |
| 28. Februar 1953 – 6. März 1953 1 Woche (insgesamt 10) | 10                                     | Danny Kaye                                                   | Danny Kaye Sings Hans Christian Andersen                                                                       | -                         |
| 7. März 1953 – 13. März 1953 1 Woche (insgesamt 1) | 1                                      | Alfred Newman & the 20th Century-Fox Studio Orchestra        | Stars and Stripes Forever - Recorded Directly from the Sound Track of the 20th Century-Fox Technicolor Musical | -                         |
| 14. März 1953 – 3. April 1953 3 Wochen (insgesamt 10) | 10                                     | Danny Kaye                                                   | Danny Kaye Sings Hans Christian Andersen                                                                       | -                         |
| 4. April 1953 – 17. April 1953 2 Wochen (insgesamt 14) | 14                                     | Jackie Gleason                                               | Music for Lovers Only                                                                                          | -                         |
| 18. April 1953 – 24. April 1953 1 Woche (insgesamt 1) | 1                                      | Arthur Godfrey & Various Artists                             | Arthur Godfrey's TV Calendar Show                                                                              | -                         |
| 25. April 1953 – 29. Mai 1953 5 Wochen (insgesamt 10) | 10                                     | Danny Kaye                                                   | Danny Kaye Sings Hans Christian Andersen                                                                       | -                         |
| 30. Mai 1953 – 5. Juni 1953 1 Woche (insgesamt 14) | 14                                     | Jackie Gleason                                               | Music for Lovers Only                                                                                          | -                         |
| 6. Juni 1953 – 12. Juni 1953 1 Woche (insgesamt 10) | 10                                     | Danny Kaye                                                   | Danny Kaye Sings Hans Christian Andersen                                                                       | -                         |
| 13. Juni 1953 – 28. August 1953 11 Wochen (insgesamt 14) | 14                                     | Jackie Gleason                                               | Music for Lovers Only                                                                                          | -                         |
| 5. September 1953 – 25. Dezember 1953 16 Wochen (insgesamt -) | -                                      | keine Albumcharts                                            | - | -                         |

## Jahreshitparaden
| ← 1952 ← | Liste der Nummer-eins-Hits in den USA | Liste der Nummer-eins-Hits in den USA | Liste der Nummer-eins-Hits in den USA | 1954 →   |
| \| Singles \| Position# \| Alben \| \| --------------------------------------------------------------------------------------------------------------------------------- \| --------- \| ----- \| \| The Song from Moulin Rouge (Where Is Your Heart) Percy Faith & His Orchestra feat. Felicia Sanders Georges Auric, William Engvick \| 1 \| … \| \| Vaya con Dios (May God be with You) Les Paul & Mary Ford Buddy Pepper, Inez James, Larry Russell \| 2 \| … \| \| The Doggie in the Window Patti Page with Jack Rael & His Orchestra Bob Merrill \| 3 \| … \| \| I’m Walking Behind You Eddie Fisher & Sally Sweetland with Hugo Winterhalter & His Orchestra Billy Reid \| 4 \| … \| \| You, You, You The Ames Brothers with Hugo Winterhalter & His Orchestra Lotar Olias, Robert Mellin \| 5 \| … \| \| Till I Waltz Again with You Teresa Brewer with Jack Pleis & His Orchestra Sidney Prosen \| 6 \| … \| \| April in Portugal Les Baxter & His Orchestra Raul Ferrão \| 7 \| … \| \| No Other Love Perry Como Richard Rodgers, Oscar Hammerstein \| 8 \| … \| \| Don’t Let the Stars Get in Your Eyes Perry Como & The Ramblers Slim Willet \| 9 \| … \| \| I Believe Frankie Laine with Paul Weston & His Orchestra Ervin Drake, Irvin Graham, Jimmy Shirl, Al Stillman \| 10 \| … \| |                                       |                                       |                                       |          |
| ← 1952 |                                       |                                       |                                       | → 1954 → |
| Singles | Position#                             | Alben                                 |                                       |          |
| The Song from Moulin Rouge (Where Is Your Heart) Percy Faith & His Orchestra feat. Felicia Sanders Georges Auric, William Engvick | 1                                     | …                                     |                                       |          |
| Vaya con Dios (May God be with You) Les Paul & Mary Ford Buddy Pepper, Inez James, Larry Russell | 2                                     | …                                     |                                       |          |
| The Doggie in the Window Patti Page with Jack Rael & His Orchestra Bob Merrill | 3                                     | …                                     |                                       |          |
| I’m Walking Behind You Eddie Fisher & Sally Sweetland with Hugo Winterhalter & His Orchestra Billy Reid | 4                                     | …                                     |                                       |          |
| You, You, You The Ames Brothers with Hugo Winterhalter & His Orchestra Lotar Olias, Robert Mellin | 5                                     | …                                     |                                       |          |
| Till I Waltz Again with You Teresa Brewer with Jack Pleis & His Orchestra Sidney Prosen | 6                                     | …                                     |                                       |          |
| April in Portugal Les Baxter & His Orchestra Raul Ferrão | 7                                     | …                                     |                                       |          |
| No Other Love Perry Como Richard Rodgers, Oscar Hammerstein | 8                                     | …                                     |                                       |          |
| Don’t Let the Stars Get in Your Eyes Perry Como & The Ramblers Slim Willet | 9                                     | …                                     |                                       |          |
| I Believe Frankie Laine with Paul Weston & His Orchestra Ervin Drake, Irvin Graham, Jimmy Shirl, Al Stillman | 10                                    | …                                     |                                       |          |